# NGC 4215
NGC 4215 је лентикуларна галаксија у сазвежђу Девица која се налази на NGC листи објеката дубоког неба.
Деклинација објекта је + 6° 24' 3" а ректасцензија 12h 15m 54,6s. Привидна величина (магнитуда) објекта NGC 4215 износи 11,4 а фотографска магнитуда 12,3. Налази се на удаљености од 35,1000 милиона парсека од Сунца. NGC 4215 је још познат и под ознакама UGC 7281, MCG 1-31-31, CGCG 41-55, ARAK 352, VCC 166, PGC 39251.